# Jeu de labyrinthe

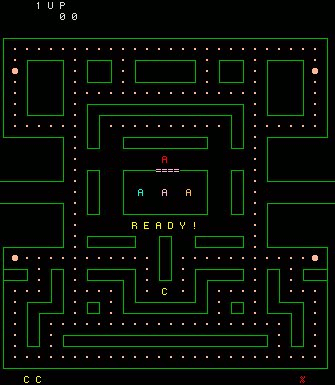
MyMan, un jeu de labyrinthe fortement inspiré de Pac-Man.

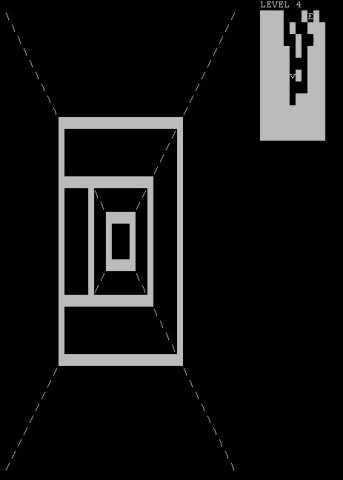
Un jeu de labyrinthe en vue subjective (rappelant 3D Monster Maze).

Le jeu labyrinthe (en anglais, maze game) est un genre de jeu vidéo dont le gameplay repose sur le motif du labyrinthe. L'objectif de jeu requiert de naviguer avec succès dans un labyrinthe, c'est-à-dire dans un décor sinueux, fait d'embranchements, d'impasses et de fausses pistes, destiné à perdre ou à ralentir le personnage. Il existe diverses variantes de ce type de jeux : la plus célèbre est sans doute celle incarnée par Pac-Man.

## Description
La première simulation de labyrinthe s'appelait Mouse in the Maze et fonctionnait dès 1959 sur un TX-0. Cependant, le genre ne s'est popularisé que dans les années 1970 et l'est resté jusque dans les années 1980. Le labyrinthe peut être représenté en 2D ou en 3D dans différentes perspectives : vue de dessus (Pac-Man), vue de profil (Burgertime), vue subjective (Maze War), perspective isométrique (Pac-Mania) et vue poursuite (I, Robot). Le jeu de labyrinthe et le jeu de réflexion sont quelque peu similaires. Le challenge mental peut par exemple résider dans la détermination du chemin le plus rapide jusqu'à la sortie ou de la tactique à adopter pour piéger l'adversaire ou éviter de se faire piéger.
Certains jeux de labyrinthe, comme Amazing Maze, sont simplement orientés sur la navigation : le personnage doit être guidé jusqu'à la sortie du labyrinthe, parfois avant un adversaire. Nombreux jeux du genre introduisent des mécaniques secondaires. Il y a notamment les jeux basés sur la notion de poursuite et de fuite, comme Pac-Man et Mouse Trap : le personnage progresse dans le labyrinthe dans le but de ramasser des objets tout en devant éviter des ennemis ou les chasser. Le joueur peut incarner à la fois la proie et le prédateur, comme avec le serpent de Nibbler. Le labyrinthe est parfois dynamique. C'est typiquement le cas des jeux basés sur l'excavation, comme Mr. Do!, Dig Dug et Boulder Dash, dans lequel le personnage creuse un terrain pour collecter des objets, générant indirectement un labyrinthe dans lequel des ennemis vont le poursuivre. Bomberman est une autre variante dans laquelle il s'agit d'utiliser des bombes à retardement pour piéger les adversaires et détruire les obstacles. Certains jeux, comme Burgertime et Lode Runner, débordent sur le jeu de plates-formes : le labyrinthe est formé par un réseau de plates-formes reliées par des échelles (le personnage ne sait généralement pas sauter).
Le labyrinthe est par ailleurs un motif récurrent dans le jeu vidéo; il se rencontre dans d'autres types de jeux d'action où le personnage est armé (Wizard of Wor, Gauntlet, Doom), dans le jeu d'action-aventure (Adventure, Tomb Raider), le jeu de rôle et plus précisément le sous-genre du dungeon crawler (Ultima Underworld, Dungeon Master) et le jeu d'aventure (Colossal Cave Adventure, Myst).

## Liste de jeux
- Liste chronologique des jeux de labyrinthe